# 南美響尾蛇
南美響尾蛇（Crotalus durissus）是一種分佈在南美洲的響尾蛇。牠們是屬內分佈最廣的物種，並在其出沒的一些地區引發毒蛇咬傷的救治難題。其下已發現了8個亞種。

## 特徵
南美響尾蛇可以長達1.8米，頸部到頭部有兩道明顯的黑線（其實視脊椎骨的突起痕跡）。

## 分佈
除了厄瓜多爾及智利，南美響尾蛇分佈在南美洲的所有國家。不過，牠們的分佈地卻是斷斷續續的，在北部的哥倫比亞、委內瑞拉、圭亞那、蘇利南、法屬圭亞那及巴西北部有一些孤立的群落。牠們出沒於哥倫比亞及巴西東部至秘魯東南部、玻利維亞、烏拉圭、巴拉圭及阿根廷北部。牠們也在加勒比海的一些島上生活，包括塔瑪林多及阿魯巴。

## 棲息地
南美響尾蛇喜歡大草原、卡丁加群落及喜拉多。牠們也曾在委內瑞拉西北部的海岸叢林出沒。在巴拉圭的格蘭查科，牠們棲息在較乾旱及多沙的地方。

## 毒素
南美響尾蛇的毒素有如在玩俄羅斯輪盤。成年響尾蛇的毒素效果只會破壞血液細胞和組織，但年幼響尾蛇還沒有能發出警告的響環，因此他們的毒素還會讓肌肉彎曲痙攣，並攻擊呼吸系統，導致呼吸衰竭。效果較強的毒素可彌補年幼響尾蛇無法發出警告的缺陷。

## 亞種
| 亞種              | 命名者                 | 俗稱                   | 分佈                                               |
| ----------------- | ---------------------- | ---------------------- | -------------------------------------------------- |
| C. d. cumanensis  | Humboldt, 1833         | 委內瑞拉響尾蛇         |                                                    |
| C. d. durissus    | Linnaeus, 1758         | 南美響尾蛇（指名亞種） |                                                    |
| C. d. marajoensis | Hoge, 1966             |                        |                                                    |
| C. d. maricelae   | García Pérez, 1995     |                        |                                                    |
| C. d. ruruima     | Hoge, 1966             |                        | 分佈在委內瑞拉的羅賴馬山；在巴西也有發現一些標本。 |
| C. d. terrificus  | (Laurenti, 1768)       |                        | 分佈在巴西的卡斯卡韦尔。                           |
| C. d. trigonicus  | Harris & Simmons, 1978 |                        |                                                    |
| C. d. unicolor    | Lidth de Jeude, 1887   | 阿鲁巴響尾蛇           | 分佈在委內瑞拉對出的阿魯巴島上。                   |
| C. d. vegrandis   | Klauber, 1941          | 烏拉崗響尾蛇           | 分佈在委內瑞拉的摩納加斯。                         |

## 分類
圭亞那響尾蛇原先被命名為C. d. dryinus，現已被認為是指名亞種的異名。正確來說，以往南美響尾蛇的指名亞種後來成為了C. simus的指名亞種，而圭亞那響尾蛇則改為南美響尾蛇的指名亞種。C. d. collilineatus及C. d. cascavella都被認為是C. d. terrificus的異名。

## 外部連結
- TIGR Reptile Database上的Crotalus durissus